# Tajšetskij rajon
Il Tajšetskij rajon (in russo Тайшетский район?) è un rajon dell'Oblast' di Irkutsk, nella Russia asiatica; il capoluogo è Tajšet. Istituito il 25 maggio 1925, ricopre una superficie di 27.800 chilometri quadrati e ospita una popolazione di circa 27.000 abitanti.